# Ciudad industrial de Dubái

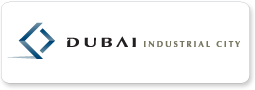
Logotipo oficial de la ciudad industrial de Dubái

La Ciudad Industrial de Dubái es un complejo dedicado exclusivamente a la industria, ubicado en Dubái, Emiratos Árabes Unidos. Con una extensión de 560 millones de pies cuadrados (aproximadamente 52 km²), este proyecto fue concebido para crear una ciudad industrial autónoma dentro de Dubái. A medida que ha avanzado su desarrollo, se han añadido áreas de recreación y zonas especializadas en actividades industriales, como transporte, almacenamiento y conservación. Además, el proyecto incluye áreas de logística, educación y desarrollo, creando un entorno integrado para el sector industrial.
La ciudad está estratégicamente situada cerca del Aeropuerto Internacional de Jebel Ali, a lo largo de Emirates Road, lo cual facilita el acceso a redes de transporte nacionales e internacionales. Se estima que, una vez finalizada, tendrá capacidad para albergar aproximadamente a 500 000 personas.
La Ciudad Industrial de Dubái está organizada en seis zonas, cada una enfocada en un sector específico de la industria:
- Zona 1: Alimentos y Bebidas
- Zona 2: Transporte de equipos y repuestos
- Zona 3: Maquinarias y equipos
- Zona 4: Productos minerales
- Zona 5: Metales
- Zona 6: Productos químicos